# Waxweiler Straße
Waxweiler Straße ist ein Weiler der Ortsgemeinde Oberweiler im Eifelkreis Bitburg-Prüm in Rheinland-Pfalz.

## Geographische Lage
Waxweiler Straße liegt rund 800 m nördlich des Hauptortes Oberweiler auf einer Hochebene. Der Weiler ist von einigen landwirtschaftlichen Nutzflächen sowie von ausgedehntem Waldbestand im Norden und Westen umgeben. Westlich der Ansiedlung fließt der Hitschebergbach.

## Geschichte
Das Areal um den heutigen Weiler war vermutlich schon früh besiedelt. Im Jahre 1963 fand man südlich des Weilers eine Erhebung im Gelände und stieß auf römische Ziegel, Keramik und Mörtelreste. Vermutlich handelt es sich um einen Grabhügel.
Waxweiler Straße ist in der zweiten Hälfte des 19. Jahrhunderts entstanden und hat sich von einem Wohnplatz zum heutigen Weiler entwickelt.

## Naherholung
Wenig nördlich des Weilers befindet sich ein Aussichtspunkt an der Landesstraße 12 auf 445 m über NHN.
Vor allem westlich von Waxweiler Straße verlaufen mehrere Wanderwege im Bereich des ausgedehnten Waldgebietes. Highlights am Weg sind hier die Wüstung Beifels, die teilweise wiederbesiedelte Wüstung Staudenhof sowie das Schloss Merkeshausen im gleichnamigen Wohnplatz Merkeshausen.

## Verkehr
Es existiert eine regelmäßige Busverbindung ab Oberweiler.
Waxweiler Straße ist durch die Landesstraße 12 von Oberweiler in Richtung Lambertsberg erschlossen.